# Palabra Obrera
Palabra Obrera fue una organización argentina marxista de tendencia trotskista. Palabra Obrera tenía antecedentes en agrupaciones como  el Grupo Obrero Marxista (GOM) que se había formado en los años 40. Pasó a llamarse Movimiento de Agrupaciones Obreras (MAO) y finalmente Palabra Obrera. Surgió en 1957 durante la resistencia al golpe de estado que derrocó al peronismo en 1955. Tenía un periódico con el mismo nombre que dirigía Ángel Bengochea, Nahuel Moreno y Aníbal Moliere; el mismo editó números entre 1958 y 1965. Se orientaron especialmente a la lucha sindical si bien participaron de la resistencia armada (Bohoslavsky y García, 2020). Los dirigentes más importantes de Palabra Obrera fueron Nahuel Moreno y Ángel Bengochea.

## El MAO
El Movimiento de Agrupaciones Obreras ( MAO) fue un espacio donde se integraron varias agrupaciones sindicales opuestas a las intervenciones militares y a la burocracia peronista. Según Daniel  Pereyra (2014) funcionó como un organismo político sindical opuesto a la intervención gubernamental en el movimiento obrero que luchaba por una auténtica democracia sindical. En 1956 el MAO publica el diario Unidad Socialista ( Coggiola,2006)

## Espacios de inserción
Palabra Obrera tenía inserción en las ciudades de Bahía Blanca, La Plata, Avellaneda, en algunas localidades del Gran Buenos Aires, en la ciudad santafesina de Rosario y en menor medida en la ciudad de Córdoba. También tuvieron cierta presencia en Tucumán en los años 1961 y 1962, debido al trabajo del Vasco Ángel Bengochea. Tenían inserción en el movimiento de masas, en parte del movimiento obrero, en algunos gremios urbanos y también en el movimiento estudiantil, particularmente las facultades de Farmacia y Bioquímica. Existía una legendaria agrupación denominada UPE (Unión Programática Estudiantil) cuyo dirigente era Salvador Amato, una figura emblemática del movimiento. En Tucumán Palabra Obrera había penetrado en la industria azucarera en San José, en el sindicato de Fábrica y Surco del Ingenio San José, que después se va a destacar en las luchas de la Federación Obrera Tucumana de la Industria del Azúcar. En el Ingenio Santa Ana también tenían militantes (De Santis, 2010)

## El entrismo orgánico
Palabra  Obrera practicó el entrismo, es decir la línea política de entrar en los sindicatos peronistas a los efectos de  radicalizar y llevar a los obreros  al marxismo.  Luis Ortolani explica que  la IV Internacional había elaborado la línea del entrismo que consistía en que dado que la Internacional trotskista había nacido en un momento de retroceso del movimiento obrero , no podía desarrollarse de forma independiente sino que debía constituirse durante una primera etapa en el ala revolucionaria de aquellos partidos donde se nucleara mayoritariamente la clase obrera. En consecuencia el trotskismo inglés hizo entrismo en el Partido Laborista, el francés lo hizo en el Partido Comunista Francés y el morenismo argentino  se propuso hacerlo en el peronismo.  El historiador Osvaldo Coggiola dice que Palabra Obrera se definía como el "órgano del peronismo obrero revolucionario".  Mas adelante el periódico del mismo nombre aclaraba  que se encontraba " bajo la disciplina del general Perón y el Consejo Nacional Justicialista".  Nahuel Moreno  definía  a la relación como un "acuerdo técnico" con el peronismo. Palabra Obrera proponía la “unidad de  todos los antigorilas”.  Coggiola cita un volante de Palabra Obrera que decía: "Alrededor de Palabra Obrera se nuclean los compañeros peronistas que tienen una concepción revolucionaria del justicialismo... tanto los que teníamos una formación teórica practica marxista-trotskista, como los compañeros que se formaron teórica y prácticamente, única y exclusivamente durante el periodo del año 1943 en adelante. Pero tanto, unos como otros coincidimos con Perón y con el compañero Cooke en que el Justicialismo es el único Movimiento Nacional donde están representados todos los sectores sociales y en donde la clase trabajadora debe tener un rol acorde a su peso" (Coggiola,2006). En síntesis se  criticaba a Palabra Obrera por integrarse al peronismo y abandonar el marxismo. Parte de la izquierda trotskista no morenista consideró a esta táctica como una desviación populista o hacia el peronismo. El mismo Daniel Pereyra (2014) integrante de la conducción de Palabra Obrera afirmó que si bien el entrismo facilitó el contacto con agrupaciones sindicales peronistas, hubo escasa diferenciación con respecto al mismo y eso complicó la construcción partidaria propia.  Por otro lado el historiador Osvaldo Coggiola (2006) señala que la política del entrismo no promovía  la diferenciación de los sectores obreros peronistas más radicalizados que se enfrentaban con su dirección política sino la unidad de todos los peronistas. La propaganda de Palabra Obrera era entonces más papista que el mismo Papa.   

## Palabra Obrera y la elección de 1958
En la elección presidencial  de 1958 Palabra Obrera en principio anunció que apoyaría el voto en blanco. Luego llegó la orden del general Juan Domingo Perón de apoyar al candidato de la Unión Cívica Radical Intransigente Arturo Frondizi.  Palabra Obrera cambió de posición y llamó a votar a Frondizi.  

## El equipo militar de Palabra Obrera
Según Daniel Pereyra (2014, pág. 99) Palabra Obrera formó un equipo militar. Los primeros cursos fueron impartidos por Abraham Guillén, un antiguo combatiente republicano español quien enseño nociones de lucha urbana y rural.   Uno de  los equipos militares ellos  se componía de tres integrantes y fue enviado al Perú en apoyo del POR peruano. En ese grupo estaba el mismo Daniel Pereyra.  El otro grupo militar se quedó en Buenos Aires y fue conducido por  Bengochea. Algunos integrantes de Palabra Obrera viajaron a Cuba y recibieron instrucción militar. En junio de 1962 viajaron a Cuba Bengochea y 5  integrantes más.  Permanecieron hasta 1963. Posteriormente las acciones de Pereyra y Bengochea fueron criticadas internamente por Nahuel Moreno y tildadas de  "putchistas". 

## Palabra Obrera y la revolución cubana
Palabra Obrera inicialmente fue crítica de la revolución cubana. Pereyra (2014) menciona que Ernesto González reconoció que en un primer momento se asemejó la revolución cubana con la  Revolución Libertadora argentina de 1955. Esto se debió al apoyo inicial que tuvo Fidel Castro por parte de partidos de derecha argentinos que saludaron su llegada al poder en 1959, Fidel Castro era catalogado como un hombre de confianza de los EE.UU por parte de Palabra Obrera. En 1962 Palabra Obrera cambia de posición frente a la situación cubana en un escrito titulado " La revolución latinoamericana". Posteriormente se vincularía con los cubanos mediante el envío de militantes de Palabra Obrera.

## Críticas a la burocracia interna
Daniel Pereyra ( 2014) afirma que existió un tratamiento burocrático en cuanto a las disidencias internas en el partido que se resolvían mediante separaciones y expulsiones.  Esto ocurrió con la disidencia planteada por Héctor Fucito (Rodín),un obrero metalúrgico, acerca de la caracterización de los sindicatos. No se debatió y se expulsó al grupo disidente según Pereyra.  El verticalismo  y la conducción unipersonal de Nahuel Moreno fomentaron estas conductas sectarias que eran apoyadas por la mayoría de la militancia de Palabra Obrera. 

## Fractura de Palabra Obrera
Palabra Obrera sufrió una fractura en 1963-1964. Ángel Bengochea se va de la organización y se lleva varios cuadros partidarios con él entre ellos a “Lito” o Lázaro Feldman y el “Negro” Schiavello, que eran dirigentes estudiantiles de la federación universitaria de La Plata. También se van el médico tucumano Hugo Santilli, vinculado a la FOTIA y Leandro Fote (Ingenio San José), Luis Stamponi, Troiano, Rey entre otros (De Santis, 2010). Bengochea había viajado a Cuba en 1962 y tuvo encuentros con el Che Guevara. Había recibido instrucción militar y se inclinó hacia la lucha armada que proponía el castro-guevarismo.  Bengochea se separó de Palabra Obrera y constituyó un nuevo grupo denominado Fuerzas Armadas de la Revolución Nacional (FARN). Este grupo sufrió posteriormente un accidente en la calle Posadas  en el cual falleció Bengochea en 1964 y luego el grupo se disolvió  (Bohoslavsky y García, 2020). Daniel Pereyra (2014) afirma que la separación definitiva de Bengochea de Palabra Obrera se produjo el 28 de marzo de 1964 en un plenario conjunto según la versión de Ernesto González. Palabra Obrera le  habría exigido a Bengochea determinadas condiciones inaceptables para él, tales como un acatamiento riguroso a la disciplina del partido. El proyecto de Bengochea y su grupo era trasladar el material de Buenos Aires a la zona norte del país para iniciar operaciones armadas. Se presume que las operaciones iban a empezar a finales del año 1964.

## La internacional
Palabra Obrera ingresó en diciembre de 1964 a la  cuarta internacional reunificada de tradición mandelista que se había conformado en 1963 y que creó el Secretariado Unificado. De esta manera el trotskismo de Palabra Obrera se enmarcaba en la tradición internacionalista.[cita requerida]
La internacional estaba dirigida por Ernest Mandel, Daniel Bensaid, Michael Lowy, Alain Krivine y otros. Se alineaba con la revolución cubana y apoyaba la estrategia de la lucha armada, a diferencia  de los partidos comunistas y otros grupos trotskistas.  

## Palabra Obrera y el POR peruano
Daniel Pereyra (2014,pág 104)  quien fue miembro de la conducción de Palabra Obrera, comenta que en 1961  una delegación del POR peruano se presentó en Buenos Aires a los efectos de solicitar ayuda  a Palabra Obrera  en el marco de las luchas campesinas que estaban ocurriendo en Perú. La dirección de Palabra Obrera se reunió con el POR peruano y se decidió el envío de ayuda por parte de  los argentinos. En ese contexto Palabra Obrera envió a Daniel Pereyra, quién había organizado el equipo militar de Palabra Obrera,  a Eduardo Juan  Creus y José Martorell Soto. Se trataba de una misión de solidaridad internacional.  Una vez en Lima, Perú , Daniel Pereyra se integró a la conducción del POR peruano. El POR tenía presencia en Lima , en Cuzco, donde se producían los conflictos campesinos y en Arequipa. Una de las primeras operaciones fue la expropiación del banco Agencia Popular de Magdalena  que se realizó con en nombre de la "Brigada Tupac Amaru" el 15 de diciembre de 1961. Se llevaron 105.000 soles peruanos, una suma pequeña. Posteriormente Daniel Pereyra fue arrestado y deportado si bien al poco tiempo retornó al Perú. Martorell por su parte quedó al frente del equipo militar de Lima. El 12 de abril de 1962 se realizó una segunda operación de expropiación en el Banco de Crédito de Miraflores en Lima.  El botín fue de casi 100.000 dólares a valores de esa época (Pereyra, 2014). En la operación participaron los tres argentinos de Palabra Obrera: Pereyra, Creus y Martorell. Poco tiempo después  en un viaje a Cuzco se produce la detención de 31 militantes en mayo de 1962 y entre ellos se encontraban los tres argentinos. Daniel Pereyra quien fue brutalmente torturado. Pereyra, Martorell y Creus fueron sentenciados a 7 años de prisión en junio de  1967. Martorell y Pereyra fueron liberados debido a que ya habían cumplido parte de la condena mientras que Creus salió en libertad poco tiempo después. Todos estos hechos generaron criticas por parte  de Nahuel Moreno hacia  sus compañeros de Palabra Obrera que fueron tildados de locos y "putchistas." Pereyra (2014, pág. 168) realizó fuertes críticas por la falta de apoyo financiero o legal  por parte de Palabra Obrera y por la actitud y declaraciones de Nahuel Moreno que quiso desligarse del tema.  

## Fusión con el FRIP
En 1963 se inició la confluencia entre Palabra Obrera y el Frente Revolucionario Indoamericanista Popular (FRIP), al calor de las luchas de los cañeros tucumanos y el desarrollo de la revolución cubana. En julio de 1963 Moreno viajó a Tucumán y se reunió con Mario Roberto Santucho, quien se iba inclinando hacia el marxismo. EL FRIP tenía un visión componente indigenista, populista y estaba influenciado por la revolución cubana y sus líderes eran los hermanos Santucho Amílcar, Mario Roberto y el "Negro" Francisco, según el historiador Ricardo de Titto (De Titto, 2016).
Los vínculos entre ambos partidos nacieron a partir del contacto de Santucho con los militantes de Palabra Obrera que estaban insertos en la Federación Obrera de Trabajadores de la Industria Azucarera (FOTIA) como era el caso de Leandro Fote del Ingenio San José, Hugo Santili, médico del sindicato y Antonio del Carmen Fernández, alias el Negrito del Ingenio san José. En 1962 Santucho ya trabajaba como contador del sindicato de San José y conocía de cerca la lucha de los azucareros (Silva Mariños, 2017).
Durante un año avanzaron las coincidencias programáticas y políticas, así como el trabajo en común, en particular en Tucumán y en el estudiantado de Buenos Aires, donde ambos grupos confluían. El 17 de julio de 1964 se formó un comité partidario, basado en el acuerdo para la formación de un partido único, con centralismo democrático, que reivindicaría el trotskismo y la independencia de clase como una de sus banderas fundamentales. Dentro del FRIP hubo  debates y se alejaron algunos dirigentes. Palabra Obrera culminaba su experiencia  del entrismo al peronismo y su militancia participaba activamente en los conflictos obreros y las ocupaciones de fábricas. El punto importante en que se discrepaba era la afiliación a la Cuarta Internacional. Palabra Obrera ingresó en diciembre de 1964 a la internacional reunificada. El FRIP planteó dejar ese tema en suspenso, para su discusión posterior.
A partir de enero de 1965 se comenzó a funcionar como Partido Unificado FRIP-PO, con un comité central conjunto, con diez compañeros de PO y cinco del FRIP. En una circular interna del FRIP que informaba a sus militantes decía que “Palabra Obrera es una organización revolucionaria que trabaja en el país, especialmente en Buenos Aires, Bahía Blanca, Rosario, etc., y que tiene mucho parecido por sus métodos y por su posición, con el FRIP.” La dirección se dedicó a la elaboración de los documentos que se presentarían en el congreso de fundación del PRT unos meses después. El congreso se realizó el 25 de mayo de 1965 en Buenos Aires.